# 윈터 (돌고래)

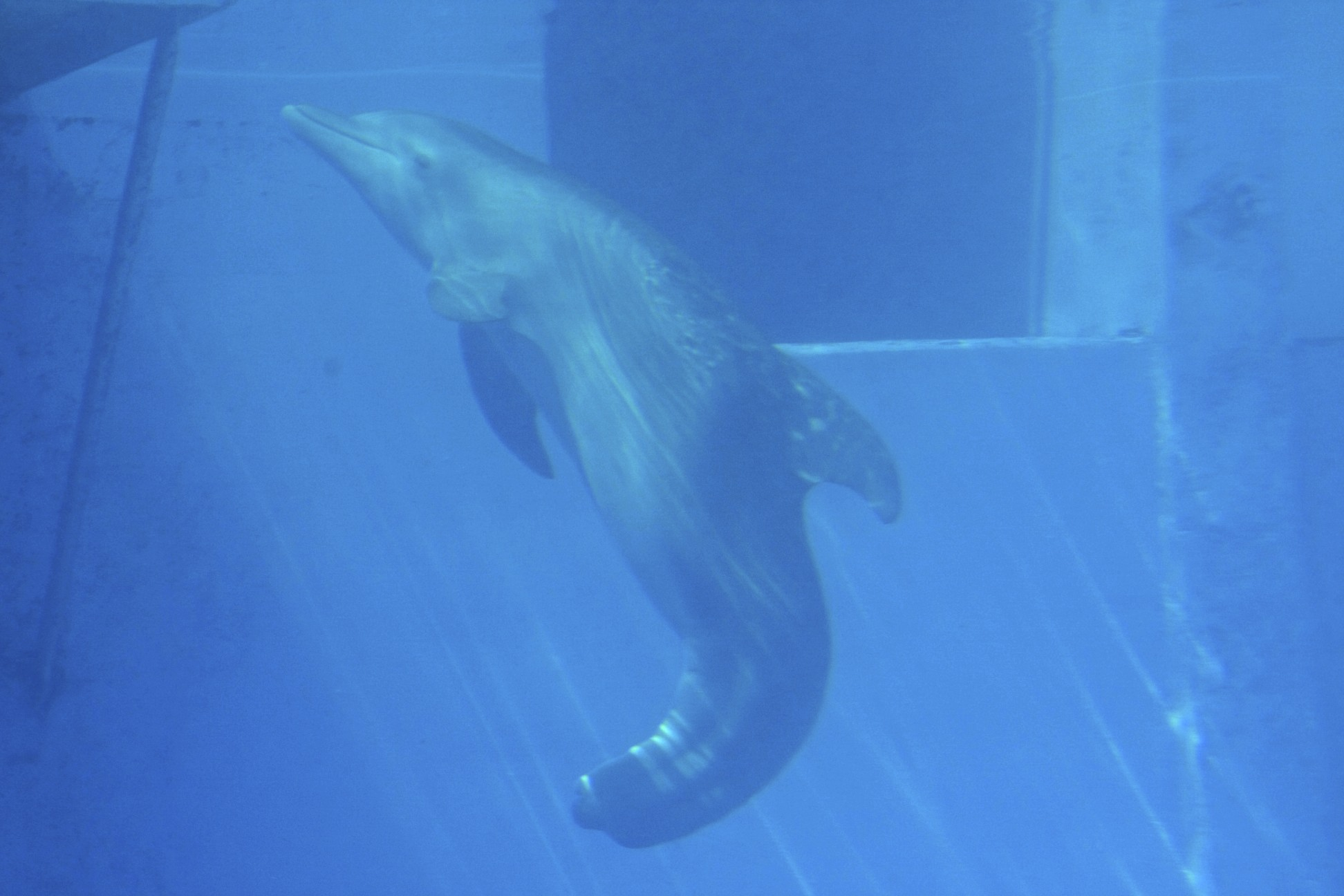
윈터

윈터(Winter)는 2005년 태어난 큰돌고래로, 현재 플로리다주 클리어워터에 위치한 클리어워터 해양 수족관에 살고있다. 의족을 한 돌고래로 유명하며, 이 돌고래를 소재로 한 영화 돌핀 테일이 개봉하기도 하였다.

## 같이 보기
- 장폐색